# سياسة التأشيرات في كوسوفو
سياسة التأشيرات في كوسوفو تتناول المتطلبات التي يجب أن يستوفيها المواطن الأجنبي الراغب في دخول كوسوفو للحصول على تأشيرة، وهي تصريح بالسفر إلى كوسوفو والدخول إليها والإقامة فيها.

## خريطة سياسة التأشيرات

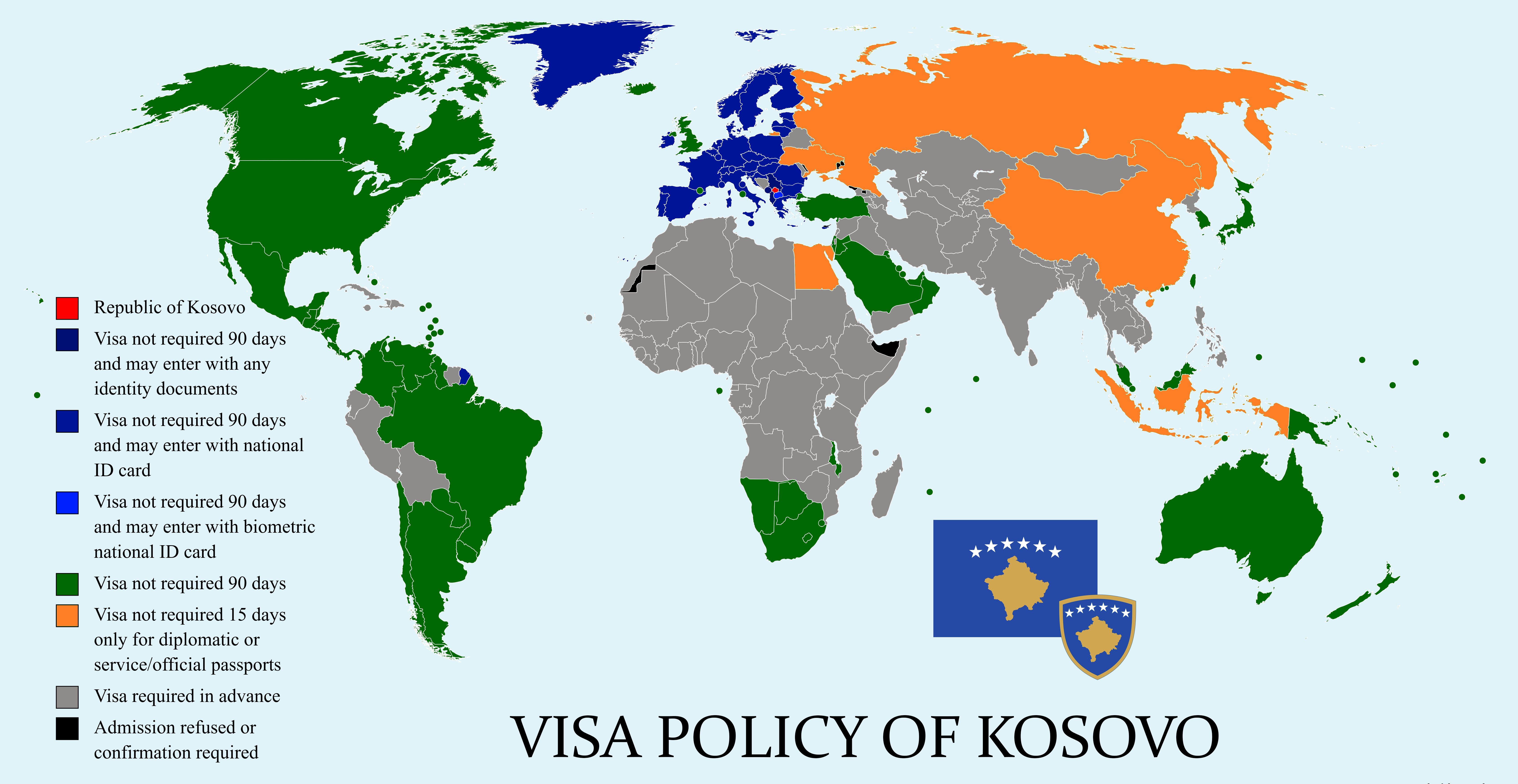
سياسة التأشيرات في كوسوفو

## الإعفاء من التأشيرة

### جوازات السفر العادية
يُعفى حاملو جوازات السفر العادية للدول والأقاليم التالية من التأشيرة ويمكنهم دخول كوسوفو لمدة تصل إلى 90 يوماً خلال أي فترة 6 أشهر:
| - دول الاتحاد الأوروبيID \| - ألبانياIDA - أندورا - أنتيغوا وباربودا - الأرجنتين - أستراليا - البهاما - البحرين - باربادوس - بليز - البوسنة والهرسكIDB - بوتسوانا - البرازيل - بروناي - كندا - تشيلي - كولومبيا - كوستاريكا - دومينيكا - السلفادور - إسواتيني - فيجي \| - غرينادا - غواتيمالا - غيانا - هندوراس - هونغ كونغ - آيسلنداID - إسرائيل - اليابان - الأردن - كيريباس - الكويت - ليسوتو - ليختنشتاينID - ماكاو - ملاوي - ماليزيا - المالديف - جزر مارشال - موريشيوس - المكسيك - ميكرونيسيا \| - موناكوID - الجبل الأسودIDA - ناميبيا - ناورو - نيوزيلندا - نيكاراغوا - مقدونيا الشماليةIDB - النرويجID - عُمان - بالاو - بنما - بابوا غينيا الجديدة - باراغواي - قطر - سانت كيتس ونيفيس - سانت لوسيا - سانت فينسنت والغرينادين - ساموا - سان مارينوID - ساو تومي وبرينسيب - السعودية \| - صربياIDA - سيشل - سنغافورة - جزر سليمان - جنوب أفريقيا - كوريا الجنوبية - سويسراID - تايوان - تيمور الشرقية - تونغا - ترينيداد وتوباغو - تركيا - توفالو - أوكرانيا - الإمارات العربية المتحدة - المملكة المتحدة - الولايات المتحدة - أوروغواي - فانواتو - مدينة الفاتيكان - فنزويلا \| \| | | | |  |
| - ألبانياIDA - أندورا - أنتيغوا وباربودا - الأرجنتين - أستراليا - البهاما - البحرين - باربادوس - بليز - البوسنة والهرسكIDB - بوتسوانا - البرازيل - بروناي - كندا - تشيلي - كولومبيا - كوستاريكا - دومينيكا - السلفادور - إسواتيني - فيجي | - غرينادا - غواتيمالا - غيانا - هندوراس - هونغ كونغ - آيسلنداID - إسرائيل - اليابان - الأردن - كيريباس - الكويت - ليسوتو - ليختنشتاينID - ماكاو - ملاوي - ماليزيا - المالديف - جزر مارشال - موريشيوس - المكسيك - ميكرونيسيا | - موناكوID - الجبل الأسودIDA - ناميبيا - ناورو - نيوزيلندا - نيكاراغوا - مقدونيا الشماليةIDB - النرويجID - عُمان - بالاو - بنما - بابوا غينيا الجديدة - باراغواي - قطر - سانت كيتس ونيفيس - سانت لوسيا - سانت فينسنت والغرينادين - ساموا - سان مارينوID - ساو تومي وبرينسيب - السعودية | - صربياIDA - سيشل - سنغافورة - جزر سليمان - جنوب أفريقيا - كوريا الجنوبية - سويسراID - تايوان - تيمور الشرقية - تونغا - ترينيداد وتوباغو - تركيا - توفالو - أوكرانيا - الإمارات العربية المتحدة - المملكة المتحدة - الولايات المتحدة - أوروغواي - فانواتو - مدينة الفاتيكان - فنزويلا |  |

ID - يمكن الدخول باستخدام بطاقة الهوية الوطنية (بما في ذلك بطاقة جواز السفر الأيرلندي) بدلاً من جواز السفر.

IDA - يمكن الدخول بأي إثبات جنسية بدلاً من جواز السفر.

IDB - يمكن الدخول ببطاقة هوية وطنية بيومترية بدلاً من جواز السفر.
لا تُطلب تأشيرة من مواطني أي دولة يحملون تأشيرة شنغن متعددة الدخول سارية أو تصريح إقامة بيومتري ساري من دولة من دول شنغن. ويمكنهم البقاء في كوسوفو لمدة أقصاها 15 يوماً.

### جوازات السفر غير العادية
لا تُطلب تأشيرة من حاملي جوازات السفر الدبلوماسية أو الخدمية/الرسمية الصادرة عن الصين ومصر وإندونيسيا وروسيا لمدة 15 يوماً.
لا تُطلب تأشيرة من حاملي جوازات السفر الدبلوماسية أو الخدمية/الرسمية الصادرة عن تايلاند، السعودية وسنغافورة لمدة 90 يوماً.
لا تُطلب تأشيرة من حاملي جواز مرور الأمم المتحدة في حالة السفر لأداء مهام رسمية.

## التاريخ
الجنسيات التالية لم تكن بحاجة لتأشيرة لدخول كوسوفو على الإطلاق:
- جميع مواطني الاتحاد الأوروبي1

| - ألبانيا2 - أندورا - أنتيغوا وباربودا - الأرجنتين - أستراليا - البهاما - البحرين - باربادوس - بليز - بوتسوانا - البرازيل - بروناي - كندا - تشيلي - كولومبيا - كوستاريكا - دومينيكا - السلفادور - إسواتيني - فيجي - غرينادا | - غواتيمالا - غيانا - هندوراس - هونغ كونغ - آيسلندا - إسرائيل - اليابان - الأردن - كيريباس - الكويت - ليسوتو - ليختنشتاين1 - ماكاو - ملاوي - ماليزيا - المالديف - جزر مارشال - موريشيوس - المكسيك - ميكرونيسيا - موناكو1 | - الجبل الأسود2 - ناميبيا - ناورو - نيوزيلندا - نيكاراغوا - مقدونيا الشمالية3 - النرويج1 - عُمان - بالاو - بنما - بابوا غينيا الجديدة - باراغواي - قطر - سانت كيتس ونيفيس - سانت لوسيا - سانت فينسنت والغرينادين - ساموا - سان مارينو1 - ساو تومي وبرينسيب - السعودية - صربيا2 | - سيشيل - سنغافورة - جزر سليمان - جنوب أفريقيا - كوريا الجنوبية - سويسرا1 - تايوان - تيمور الشرقية - تونغا - ترينيداد وتوباغو - تركيا - توفالو - أوكرانيا - الإمارات العربية المتحدة - المملكة المتحدة - الولايات المتحدة - أوروغواي - فانواتو - مدينة الفاتيكان - فنزويلا |

أُلغي الإعفاء في عام 2012 للدول التالية:
أفغانستان، الجزائر، أنغولا، أرمينيا، أذربيجان، بنغلاديش، روسيا البيضاء، بنين، بوتان، بوليفيا، بوركينا فاسو، بوروندي، كمبوديا، الكاميرون، الرأس الأخضر، جمهورية أفريقيا الوسطى، تشاد، الصين، جزر القمر، كوبا، جمهورية الكونغو الديمقراطية، جيبوتي، جمهورية الدومينيكان، الإكوادور، مصر، غينيا الاستوائية، إريتريا، إثيوبيا، الغابون، غامبيا، جورجيا، غانا، غينيا، غينيا بيساو، هايتي، الهند، إندونيسيا، إيران، العراق، ساحل العاج، جامايكا، كازاخستان، كينيا، كوريا الشمالية، قيرغيزستان، لاوس، لبنان، ليبيريا، ليبيا، مدغشقر، مالي، موريشيوس، مولدوفا، منغوليا، المغرب، موزمبيق، ميانمار، نيبال، النيجر، نيجيريا، باكستان، بيرو، الفلبين، روسيا، رواندا، السنغال، سيراليون، الصومال، جنوب السودان، سريلانكا، السودان، سورينام، سوريا، طاجيكستان، تنزانيا، تايلاند، توغو، تونس، تركمانستان، أوغندا، أوكرانيا، أوزبكستان، فيتنام، اليمن، زامبيا، زيمبابوي